# Päikese poole
Päikese Poole (oversættelse: Mod Solen) er den anden single fra den estiske band Urban Symphony. Sangen havde premiere den 22. juli 2009 i den estiske radio Star FM. Sporet er komponeret af Sven Lõhmus. Det blev udgivet digitalt den 24. juli, 2009.